# Vijay Amritraj
Vijay Amritraj (* 14. Dezember 1953 in Madras) ist ein ehemaliger tamilischer indischer Tennisspieler. Nach einer kurzen Karriere als Filmschauspieler arbeitet er heute als Medienunternehmer.

## Leben
Vijay und seine Brüder Anand und Ashok gehörten zu den ersten Indern, die an internationalen Tennisturnieren teilnahmen. Auch seine Neffen Prakash und Stephen Amritraj spielten Tennis. 1976 waren die Brüder Anand und Vijay Halbfinalisten im Wimbledoner Männerdoppel. Er spielte 17 Jahre hintereinander in Wimbledon mit, brachte Indien 1974 und 1987 ins Davis-Cup-Finale, erreichte 1973 und 1981 das Wimbledon-Viertelfinale und 1973 und 1974 das US-Open-Viertelfinale, war 14 Jahre lang der beste Spieler Asiens und war fünfmal Präsident des ATP-Spielerrates. Vijay ist der einzige Asiate, der den Baron Pierre de Coubertin-Preis erhielt. Außerdem erhielt er den Padma-Shri-Orden der indischen Regierung und den Goldenen Schlüssel von Los Angeles.
Nach dem Rückzug vom Tennis in den 1980er-Jahren hatte der 1,93 m große und 74 kg schwere Vijay eine kurze Schauspielkarriere, beispielsweise neben Roger Moore in Octopussy und in Star Trek IV: Zurück in die Gegenwart. Danach arbeitete er als Sportkommentator bei Fox Sports in den USA und STAR Sports Asia (einer News-Corporation-Tochter). Außerdem betreibt er in Kalifornien mit first serve entertainment eine der führenden Multimediaproduktionsfirmen, die mit asiatisch-amerikanischen Inhalten handelt und der Walt Disney Company, TBS und ESPN den indischen Markt öffnete. 2024 wurde er in die International Tennis Hall of Fame aufgenommen.

## Erfolge
| Legende                      |
| Grand Slam                   |
| Saisonendveranstaltungen (1) |
| Open-Era-Turniere (27)       |
| ATP Challenger Tour (4)      |

| Titel nach Belag |
| Hartplatz (2)    |
| Rasen (10)       |
| Sand (4)         |
| Teppich (12)     |

### Einzel

#### Turniersiege

##### ATP Tour
| Nr. | Datum              | Turnier       | Belag       | Finalgegner     | Ergebnis                 |
| --- | ------------------ | ------------- | ----------- | --------------- | ------------------------ |
| 1.  | 29. Juli 1973      | Bretton Woods | Sand        | Jimmy Connors   | 7:5, 2:6, 7:5            |
| 2.  | 20. Oktober 1973   | Neu-Delhi     | Rasen       | Mal Anderson    | 6:4, 5:7, 8:9, 6:3, 11:9 |
| 3.  | 15. Juni 1974      | Beckenham     | Rasen       | Tom Gorman      | 6:7, 6:2, 6:4            |
| 4.  | 18. August 1975    | Columbus      | Hartplatz   | Bob Lutz        | 6:4, 7:5                 |
| 5.  | 23. November 1975  | Kalkutta      | Teppich (i) | Manuel Orantes  | 7:5, 6:3                 |
| 6.  | 14. März 1976      | Memphis       | Teppich (i) | Stan Smith      | 6:2, 0:6, 6:0            |
| 7.  | 19. September 1976 | Newport (1)   | Rasen       | Brian Teacher   | 6:3, 4:6, 6:3, 6:1       |
| 8.  | 16. Januar 1977    | Auckland      | Rasen       | Tim Wilkison    | 7:6, 5:7, 6:1, 6:2       |
| 9.  | 4. Dezember 1977   | Mumbai (1)    | Sand        | Terry Moor      | 7:6, 6:4                 |
| 10. | 1. Oktober 1978    | Mexiko-Stadt  | Teppich (i) | Raúl Ramírez    | 6:4, 6:4                 |
| 11. | 25. November 1979  | Mumbai (2)    | Sand        | Peter Elter     | 6:1, 7:5                 |
| 12. | 13. Juli 1980      | Newport (2)   | Rasen       | Andrew Pattison | 6:1, 5:7, 6:3            |
| 13. | 23. November 1980  | Bangkok       | Teppich (i) | Brian Teacher   | 6:3, 7:5                 |
| 14. | 15. Juli 1984      | Newport (3)   | Rasen       | Tim Mayotte     | 3:6, 6:4, 6:4            |
| 15. | 22. Juni 1986      | Bristol       | Rasen       | Henri Leconte   | 7:6, 1:6, 8:6            |

##### Challenger Tour
| Nr. | Datum           | Turnier    | Belag         | Finalgegner | Ergebnis      |
| --- | --------------- | ---------- | ------------- | ----------- | ------------- |
| 1.  | 7. April 1974   | Washington | Teppich (i)   | Karl Meiler | 6:4, 6:3      |
| 2.  | 20. Mai 1984    | Spring     | Hartplatz (i) | Leif Shiras | 7:5, 4:6, 7:6 |
| 3.  | 21. August 1988 | New Haven  | Hartplatz     | Zeeshan Ali | 6:3, 6:1      |

#### Finalteilnahmen
| Nr. | Datum             | Turnier           | Belag         | Finalgegner         | Ergebnis                |
| --- | ----------------- | ----------------- | ------------- | ------------------- | ----------------------- |
| 1.  | 17. Juni 1972     | Beckenham         | Rasen         | Alexander Metreweli | 2:6, 5:7                |
| 2.  | 26. August 1973   | South Orange      | Rasen         | Colin Dibley        | 4:6, 7:6, 4:6           |
| 3.  | 31. März 1974     | Tempe             | Hartplatz     | Jimmy Connors       | 2:6, 3:6                |
| 4.  | 22. Februar 1976  | St. Louis         | Teppich (i)   | Guillermo Vilas     | 6:4, 0:6, 4:6           |
| 5.  | 5. November 1978  | Köln              | Hartplatz (i) | Wojciech Fibak      | 2:6, 1:0 aufgg.         |
| 6.  | 24. Februar 1980  | Salisbury (1)     | Teppich (i)   | Björn Borg          | 5:7, 1:6, 3:6           |
| 7.  | 30. März 1980     | Mailand           | Teppich (i)   | John McEnroe        | 1:6, 4:6                |
| 8.  | 14. Dezember 1980 | WCT Challenge Cup | Teppich (i)   | John McEnroe        | 1:6, 2:6, 1:6           |
| 9.  | 8. März 1981      | Salisbury (2)     | Teppich (i)   | Bill Scanlon        | 6:3, 2:6, 4:6, 6:3, 4:6 |
| 10. | 21. August 1983   | Stowe             | Hartplatz     | John Fitzgerald     | 6:3, 2:6, 5:7           |

### Doppel

#### Turniersiege

##### ATP Tour
| Nr. | Datum              | Turnier            | Belag       | Doppelpartner   | Finalgegner                      | Ergebnis           |
| --- | ------------------ | ------------------ | ----------- | --------------- | -------------------------------- | ------------------ |
| 1.  | 18. August 1974    | Columbus           | Hartplatz   | Anand Amritraj  | Tom Gorman Bob Lutz              | kampflos           |
| 2.  | 17. November 1974  | Mumbai             | Sand        | Anand Amritraj  | Dick Crealy Onny Parun           | 6:4, 7:6           |
| 3.  | 30. März 1975      | Atlanta            | Teppich (i) | Anand Amritraj  | Mark Cox Cliff Drysdale          | 6:4, 7:6           |
| 4.  | 21. September 1975 | Los Angeles        | Teppich (i) | Anand Amritraj  | Cliff Drysdale Marty Riessen     | 7:6, 4:6, 6:4      |
| 5.  | 14. März 1976      | Memphis            | Teppich (i) | Anand Amritraj  | Marty Riessen Roscoe Tanner      | 6:3, 6:4           |
| 6.  | 8. Mai 1977        | WCT Doubles Finals | Teppich (i) | Dick Stockton   | Vitas Gerulaitis Adriano Panatta | 7:6, 7:6, 4:6, 6:3 |
| 7.  | 18. Juni 1977      | Queen’s Club       | Rasen       | Anand Amritraj  | John Lloyd David Lloyd           | 6:1, 6:2           |
| 8.  | 1. Oktober 1978    | Mexiko-Stadt       | Teppich (i) | Anand Amritraj  | Fred McNair Raúl Ramírez         | 6:4, 7:5           |
| 9.  | 16. März 1980      | Rotterdam          | Teppich (i) | Stan Smith      | Bill Scanlon Brian Teacher       | 6:4, 6:3           |
| 10. | 16. März 1980      | Frankfurt          | Teppich (i) | Stan Smith      | Andrew Pattison Butch Walts      | 6:7, 6:2, 6:2      |
| 11. | 5. Dezember 1982   | Chicago            | Teppich (i) | Anand Amritraj  | Mike Cahill Bruce Manson         | 3:6, 6:2, 6:3      |
| 12. | 10. Juli 1983      | Newport (1)        | Rasen       | John Fitzgerald | Tim Gullikson Tom Gullikson      | 6:3, 6:4           |
| 13. | 13. Juli 1986      | Newport (2)        | Rasen       | Tim Wilkison    | Eddie Edwards Francisco González | 4:6, 7:5, 7:6      |

##### Challenger Tour
| Nr. | Datum            | Turnier | Belag     | Doppelpartner | Finalgegner                | Ergebnis      |
| --- | ---------------- | ------- | --------- | ------------- | -------------------------- | ------------- |
| 1.  | 27. Februar 1983 | Kuwait  | Hartplatz | Ilie Năstase  | Broderick Dyke Rod Frawley | 6:3, 3:6, 6:2 |

#### Finalteilnehmer
| Nr. | Datum             | Turnier        | Belag         | Doppelpartner   | Finalgegner                    | Ergebnis       |
| --- | ----------------- | -------------- | ------------- | --------------- | ------------------------------ | -------------- |
| 1.  | 20. Oktober 1973  | Neu-Delhi      | Rasen         | Anand Amritraj  | Jim McManus Raúl Ramírez       | 2:6, 4:6       |
| 2.  | 25. August 1974   | South Orange   | Rasen         | Anand Amritraj  | Brian Gottfried Raúl Ramírez   | 6:7, 7:6, 6:7  |
| 3.  | 16. Februar 1975  | Toronto        | Teppich (i)   | Anand Amritraj  | Dick Stockton Erik van Dillen  | 4:6, 5:7, 1:6  |
| 4.  | 16. März 1975     | Washington     | Teppich (i)   | Anand Amritraj  | Mike Estep Jeff Simpson        | 6:75, 3:6      |
| 5.  | 3. August 1975    | Louisville (1) | Sand          | Anand Amritraj  | Wojciech Fibak Guillermo Vilas | kampflos       |
| 6.  | 23. November 1975 | Kalkutta       | Teppich (i)   | Anand Amritraj  | Juan Gisbert Manuel Orantes    | 6:1, 4:6, 3:6  |
| 7.  | 20. März 1977     | St. Louis      | Teppich (i)   | Dick Stockton   | Ilie Năstase Adriano Panatta   | 4:6, 6:3, 6:76 |
| 8.  | 27. März 1977     | Rotterdam      | Teppich (i)   | Dick Stockton   | Wojciech Fibak Tom Okker       | 4:6, 4:6       |
| 9.  | 15. April 1979    | Kairo          | Teppich (i)   | Anand Amritraj  | Peter McNamara Paul McNamee    | 5:7, 4:6       |
| 10. | 29. Juli 1979     | Louisville (2) | Sand          | Raúl Ramírez    | Marty Riessen Sherwood Stewart | 2:6, 6:1, 1:6  |
| 11. | 21. Oktober 1979  | Sydney         | Sand          | Pat DuPré       | Rod Frawley Francisco González | kampflos       |
| 12. | 9. August 1981    | Columbus (1)   | Hartplatz     | Anand Amritraj  | Bruce Manson Brian Teacher     | 1:6, 1:6       |
| 13. | 7. November 1982  | Baltimore      | Teppich (i)   | Fred Stolle     | Anand Amritraj Tony Giammalva  | 5:7, 2:6       |
| 14. | 7. August 1983    | Columbus (2)   | Hartplatz     | John Fitzgerald | Scott Davis Brian Teacher      | 1:6, 6:4, 6:7  |
| 15. | 5. November 1984  | Stockholm      | Hartplatz (i) | Ilie Năstase    | Henri Leconte Tomáš Šmíd       | 6:3, 6:7, 4:6  |